# Superdominant
La superdominant és el sisè grau d'una escala musical, i és també l'acord que es forma sobre aquest grau. Es troba a una distància o bé d'una sexta menor o bé d'una sexta major de la tònica. En el primer cas es tracta d'una escala menor, mentre que en el segon es tracta d'una escala major. És per aquesta raó, pel fet que de la seva posició en depèn el mode que es considera que la superdominant és un grau modal.
L'acord de superdominant en les escales menors és major, i en les escales majors és menor. Pot fer funcions d'acord de subdominant.